# Sumarokovo
Sumarokovo est un village de l'Oblast de Kostroma en Russie.